# William Finden
Pour les articles homonymes, voir Finden.
William Finden, né en 1787 à Londres où il est mort le 20 septembre 1852, est un graveur britannique.

## Biographie

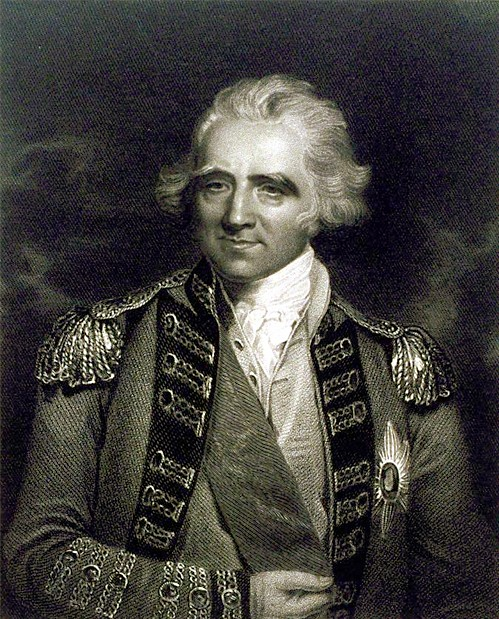
Sir Ralph Abercromby K.B., gravure de William Finden d'après John Hoppner.

Élève de James Mitan (en), il se fait remarquer par des gravures d'illustrations d'ouvrages.
Graveur de portraits du roi George IV, il est célèbre pour avoir exécuté avec son frère Edward Finden de nombreux portraits de personnalités de l'ère victorienne.